# Municipio de New Russia
El municipio de New Russia (en inglés: New Russia Township) es un municipio ubicado en el condado de Lorain en el estado estadounidense de Ohio. En el año 2010 tenía una población de 2515 habitantes y una densidad poblacional de 40,05 personas por km².

## Geografía
El municipio de New Russia se encuentra ubicado en las coordenadas 41°19′20″N 82°13′23″O / 41.32222, -82.22306. Según la Oficina del Censo de los Estados Unidos, el municipio tiene una superficie total de 62.79 km², de la cual 62.42 km² corresponden a tierra firme y (0.59%) 0.37 km² es agua.

## Demografía
Según el censo de 2010, había 2515 personas residiendo en el municipio de New Russia. La densidad de población era de 40,05 hab./km². De los 2515 habitantes, el municipio de New Russia estaba compuesto por el 87.4% blancos, el 7.2% eran afroamericanos, el 0.16% eran amerindios, el 0.64% eran asiáticos, el 0.04% eran isleños del Pacífico, el 1.19% eran de otras razas y el 3.38% pertenecían a dos o más razas. Del total de la población el 4.21% eran hispanos o latinos de cualquier raza.